# Gand-Wevelgem 2001
La Gand-Wevelgem 2001, sessantatreesima edizione della corsa, si svolse l'11 aprile 2001, per un percorso totale di 214 km. Fu vinta dallo statunitense George Hincapie, al traguardo con il tempo di 5h00'50" alla media di 42,681 km/h.
Partenza a Gand con 187 corridori, di cui 72 tagliarono il traguardo.

## Ordine d'arrivo (Top 10)
| Pos. | Corridore         | Squadra       | Tempo    |
| ---- | ----------------- | ------------- | -------- |
| 1    | George Hincapie   | US Postal     | 5h00'50" |
| 2    | Léon van Bon      | Mercury       | s.t.     |
| 3    | Steffen Wesemann  | Deutsche Tel. | s.t.     |
| 4    | Arvis Piziks      | CSC-Tiscali   | s.t.     |
| 5    | Nico Mattan       | Cofidis       | s.t.     |
| 6    | Niko Eeckhout     | Lotto-Adecco  | a 41"    |
| 7    | Chris Peers       | Cofidis       | s.t.     |
| 8    | Daniele Nardello  | Mapei         | a 1'00"  |
| 9    | Erik Zabel        | Deutsche Tel. | a 1'16"  |
| 10   | Gabriele Balducci | Tacconi Sport | s.t.     |